# Селище (Яребична)
Селище или Гуршет е бивше село в Егейска Македония, Гърция, разположено на територията на дем Пеония в административна област Централна Македония.

## География
Селото е било разположено в планината Яребична (Скърка) северно от село Люмница (Скра) и югоизточно от Хума, на самата днешна гръцко-северномакедонска граница в подножието на едноименния връх Селище (1362 m). Селище е местност на границата в землището на Люмница, а Горшет е местност на границата в землището на Хума.

## История
Селото се разпада в първата половина на XIX век вследствие на постоянните нападения от мюсюлмански разбойнически банди от дезертьори от османската войска, познати като тумбулеци. Селяните се заселват в Люмница, като дълго време се държат отделно от другите люмничани и дори имат отделни гробища.